# Uriel Gutiérrez Restrepo
Uriel Gutiérrez Restrepo (Aránzazu 1929- Bogotá 8 de junio de 1954) Fue un estudiante colombiano de medicina y filosofía de la Universidad Nacional, asesinado por una ráfaga de disparos de la Policía Nacional de Colombia.

## Biografía
Nacido en Aránzazu (Caldas) en 1929, estudiante de cuarto año de medicina y filosofía.

## Asesinato
El 8 de junio de 1954, la Policía Nacional de Colombia entró a la Universidad Nacional, luego de que los estudiantes volvían de una manifestación por el aniversario del asesinato de Gonzalo Bravo Pérez (ocurrido en 1929). Uriel Gutiérrez Restrepo se encontraba en la Universidad con otros estudiantes (algunos de ellos estaban jugando fútbol en los predios del campus), cuando llegó una patrulla de la Policía que les ordenó desalojar el lugar, a lo que ellos le exigieron a la Policía Nacional que se retirara del campus, luego llegó un camión con refuerzos que disparó hacia los estudiantes, y Gutiérrez fue alcanzado por disparos en su cabeza siendo asesinado por la Policía Nacional.
En el lugar donde cayó Gutiérrez los estudiantes se aglomeraron y decidieron nombrar una comisión para que le presentara su protesta directamente al presidente Gustavo Rojas Pinilla. La audiencia se celebró el mismo día y en ella el grupo estudiantil obtuvo autorización para efectuar el día siguiente una marcha hasta el palacio presidencial.
La protesta se realizó el día siguiente y a la altura de la calle 13 con carrera séptima fue detenida por efectivos del Batallón Colombia y terminó en la Masacre de estudiantes de Bogotá en 1954.

## Homenajes
Uno de los edificios de la Universidad Nacional de Colombia lleva su nombre. Una placa en el Edificio Manuel Murillo Toro lleva su nombre y el de los caídos en la masacre del 9 de junio de 1954.
El gobierno emitió el decreto 1801 de 1954, que ordenaba 3 días de luto en las Universidades del país.
La obra "Homenaje a un estudiante" de Luis Ángel Rengifo fue creada en su honor.